# فیلستاچیس نیگرا
فیلستاچیس نیگرا (نام علمی: Phyllostachys nigra) نام یک گونه از تبار خیزران است.